# Швец, Йозеф
Йозеф Швец (чеш. Josef Švec; род. 20 ноября 1935) — чехословацкий гребец, выступавший за сборную Чехословакии по академической гребле в 1950-х годах. Чемпион Европы, победитель и призёр первенств национального значения, участник летних Олимпийских игр в Мельбурне.

## Биография
Йозеф Швец родился 20 ноября 1935 года.
Наивысшего успеха в своей спортивной карьере добился в сезоне 1956 года, когда вошёл в состав чехословацкой национальной сборной и выступил на чемпионате Европы в Бледе, где в восьмёрках превзошёл всех соперников и завоевал золотую медаль. Два месяца спустя защищал честь страны на летних Олимпийских играх в Мельбурне — в составе экипажа-восьмёрки, куда также вошли гребцы Йозеф Вентус, Эдуард Антох, Ян Шведа, Цтибор Реискуп, Зденек Жара, Ян Йиндра, Станислав Луск и рулевой Мирослав Коранда, с первого места преодолел предварительный квалификационный этап, но на стадии полуфиналов финишировал лишь третьим и в решающем финальном заезде участия не принимал.
После мельбурнской Олимпиады Швец ещё в течение некоторого времени оставался действующим спортсменом и продолжал принимать участие в крупнейших международных регатах. Так, в 1957 году он побывал на чемпионате Европы в Дуйсбурге, откуда привёз награду бронзового достоинства, выигранную в восьмёрках — уступил здесь только экипажам из Италии и Советского Союза.
В 1959 году в той же дисциплине стал серебряным призёром на чемпионате Европы в Маконе, пропустив вперёд экипаж из Западной Германии.